# Tipula flaccida
Tipula flaccida är en tvåvingeart som beskrevs av Alexander 1934. Tipula flaccida ingår i släktet Tipula och familjen storharkrankar. Inga underarter finns listade i Catalogue of Life.